# Tallaperla
Tallaperla is een geslacht van steenvliegen uit de familie Peltoperlidae. De wetenschappelijke naam van het geslacht is voor het eerst geldig gepubliceerd in 1981 door Stark & Stewart.

## Soorten
Tallaperla omvat de volgende soorten:
- Tallaperla anna (Needham & Smith, 1916)
- Tallaperla cornelia (Needham & Smith, 1916)
- Tallaperla elisa Stark, 1983
- Tallaperla laurie (Ricker, 1952)
- Tallaperla lobata Stark, 1983
- Tallaperla maiyae Kondratieff, Kirchner & Zuellig, 2007
- Tallaperla maria (Needham & Smith, 1916)